# Яровой, Фёдор Карпович
Фёдор Ка́рпович Ярово́й (28 февраля 1922, Феськи, Золочевский район — 20 июня 1992, Харьков) — участник Великой Отечественной войны, командир орудия 31-го гвардейского артиллерийского полка 12-й гвардейской стрелковой дивизии 61-й армии 1-го Белорусского фронта, Герой Советского Союза.

## Биография
Родился 28 февраля 1922 года в селе Феськи ныне Золочевского района Харьковской области в семье крестьянина. Украинец. Окончил школу ветфельдшеров в городе Изюм. Работал по специальности в родном селе.
В 1940 году призван в ряды Красной армии Дергачёвским РВК Харьковской области. Служил наводчиком орудия в 159-й стрелковой дивизии Киевского особого военного округа (КОВО).
В боях Великой Отечественной войны с 22 июня 1941 года. Был наводчиком и командиром артиллерийского расчёта. Воевал на Юго-Западном, Западном, Брянском, Центральном, Белорусском, 1-м Белорусском, 3-м и 1-м Прибалтийских, снова 1-м Белорусском фронтах. В боях 1 раз ранен.
Участвовал в приграничном сражении в районе городов Яворов, Львов, Тернополь, в Московской битве, в том числе в обороне Тулы, в освобождении Калуги, в боях под Сухиничами, на реке Вытебеть и на Болховском направлении, в Курской битве, в том числе в освобождении города Болхов, в форсировании Днепра с завоеванием плацдарма в районе села Любеч Черниговской области, в Калинковичско-Мозырской операции, в боях в Полесье на реке Припять, в Белорусской операции, в том числе в освобождении городов Пинск, Кобрин, Брест, В боях в Латвии за города Сигулда, Рига, Седа, Вайнёде, в Висло-Одерской операции, в том числе в прорыве вражеской обороны на Магнушевском плацдарме и освобождении городов Жирардув, Кутно, Гнезно, Шнайдемюль (Пила), в боях на реке Драге (Драва), в Восточно-Померанской операции и боях за города Штаргард (Старгард-Щецынски), Альтдамм, в Берлинской операции, в том числе в форсировании реки Одер, канала Гогенцоллерн и боях в районе городов Ной-Глитцен, Нойруппин, Эберсвальде, Виттенберге с выходом на реку Эльба.
17 апреля 1945 года командир орудия 31-го гвардейского артиллерийского полка гвардии старший сержант Ф. К. Яровой отличился при форсировании реки Одер в районе населённого пункта Ной-Глитцен севернее города Врицен в Германии. Именно его 76-миллиметровая дивизионная пушка была первым советским орудием, которое открыло огонь за Одером на участке наступления 12-й гвардейской стрелковой дивизии.
Погрузив на самодельный плот орудие, боеприпасы и лошадей артиллерийский расчёт Ф. К. Ярового на вёслах преодолевал бурный Одер. На середине реки осколками снарядов была повреждена одна из лодок, поддерживавших плот. Положение стало угрожающим. Но гвардии старший сержант Ф. К. Яровой не растерялся. Пробоины в лодке были ликвидированы, и через несколько минут плот причалил к берегу.
Действуя чётко и уверенно, бойцы быстро установили орудие на прямую наводку. Орудийный огонь очень помог подразделениям 37-го гвардейского стрелкового полка, которые первыми в дивизии форсировали Одер. Только в первый день боя расчёт Ф. К. Ярового участвовал в отражении девяти контратак противника. Гвардейцы уничтожили вражескую пушку, подбили танк и вывели из строя около 30 гитлеровских солдат и офицеров.
Особенно ожесточённые были бои 18 апреля 1945 года. 2-й батальон 37-го гвардейского Кобринского стрелкового полка выдержал в этот день семь яростных контратак гитлеровцев. Но фашисты не смирились. Они предприняли танковую контратаку. Тогда снова «заговорило» орудие Ф. К. Ярового. От непрерывной стрельбы ствол орудия раскалился. В критический момент боя гвардейцы Ф. К. Ярового вызвали огонь на себя.
На третий день боя, во время одной из ожесточённых контратак танков противника у населённого пункта Габов орудие Ф. К. Ярового было разбито. Однако командир расчёта продолжал сражаться. Немецкой гранатой «панцер-фауст» он подбил вражеское самоходное орудие, а затем вместе со стрелками начал косить фашистов из автомата.
Затем бесстрашный артиллерист отражал последние атаки гитлеровских танков вблизи города Нойруппина, форсировал Гогенцоллерн-канал, а 2 мая 1945 года вместе с частями прославленной 12-й гвардейской Пинской Краснознамённой и ордена Суворова стрелковой дивизии вышел на Эльбу. Здесь он вместе со своими однополчанами встретил долгожданный День Победы.
Указом Президиума Верховного Совета СССР от 31 мая 1945 года за успешное форсирование реки Одер и проявленные при этом мужество и героизм гвардии старшему сержанту Фёдору Карповичу Яровому присвоено звание Героя Советского Союза с вручением ордена Ленина и медали «Золотая Звезда» (№ 6863).
После окончания Великой Отечественной войны продолжал службу в армии. Член КПСС с 1958 года. С 1975 года прапорщик Ф. К. Яровой — в запасе. Жил в Харькове, работал в органах МВД. Скончался 20 июня 1992 года.

## Награды
- Медаль «Золотая Звезда» Героя Советского Союза;
- орден Ленина;
- два ордена Отечественной войны I степени;
- орден Отечественной войны II степени;
- орден Красной Звезды;
- медали.

## Память
- Похоронен в Харькове на кладбище № 2.